# Nett
Nett  (también llamado Net) es un municipio de Estados Federados de Micronesia, en el estado de Ponapé.

## Educación
El Departamento de Educación de Ponapé (en inglés: Pohnpei State Department of Education) es el encargado de las diferentes escuelas públicas del municipio, entre las que se encuentran:
- Nett Elementary School[2]
- Parem Elementary School[2]